# کوپرباش
کوپرباش (انگلیسی: Kuperbash) یک شهرک در شهرستان کراسنوکامسکی استان باشقیرستان کشور روسیه است.